# 12801 Somekawa
12801 Somekawa este un asteroid din centura principală de asteroizi.

## Descriere
12801 Somekawa este un asteroid din centura principală de asteroizi. A fost descoperit pe 2 decembrie 1995 la Ōizumi de Takao Kobayashi. El prezintă o orbită caracterizată de o semiaxă mare de 2,47 ua, o excentricitate de 0,12 și o înclinație de 7,3° în raport cu ecliptica.